# 澳新军团日

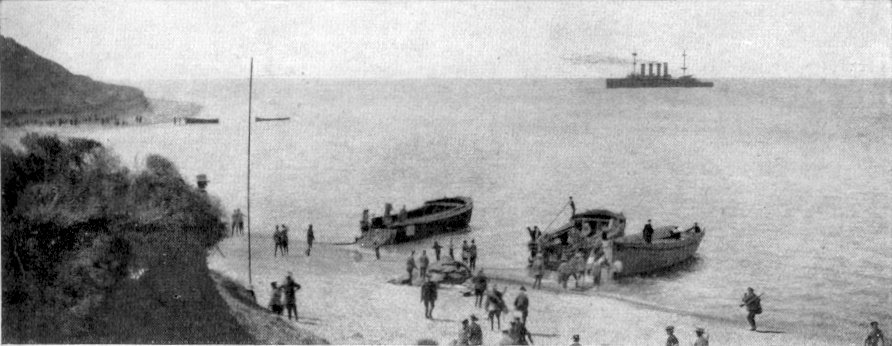
澳紐軍團灣與遠處的英國皇家海軍戰艦巴坎堤號（攝於1915年4月25日）

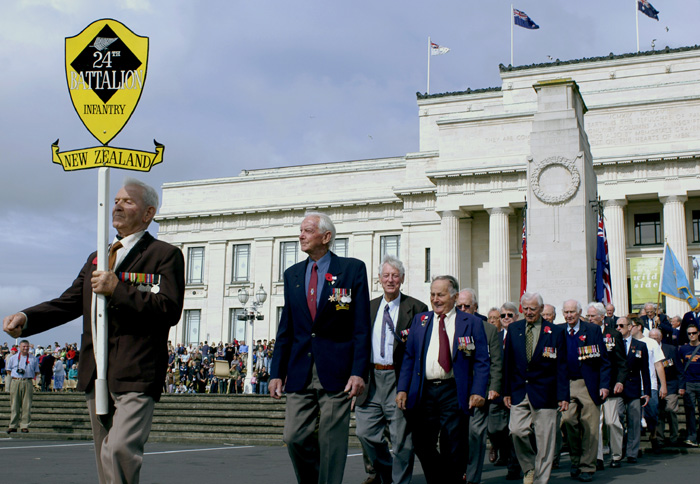
遊行在奥克兰战争纪念博物馆正門前方的新西蘭退伍軍人，隊伍成員均來自第24步兵營。（攝於2004年）

每年4月25日為澳紐軍團日（英語：ANZAC Day），舊譯「澳紐戰爭紀念日」或「澳紐聯軍紀念日」，乃紀念第一次世界大戰時期、於1915年4月25日在加里波利之战當中犧牲的澳紐軍團（即澳洲及紐西蘭聯合軍團）將士之日，為澳紐兩國的公眾假日和重要節日之一。

## 源起
澳紐軍團日源於第一次世界大戰中的加里波利戰役，1915年4月25日，澳紐軍團在土耳其加里波利半島登岸，由於導航錯誤致使軍團在原定地點一英里以北登陆。軍隊本來預期的海灘和小坡，意外地變成陡崖之底，結果使到數量甚少的土耳其防军處於有利位置。澳紐軍團在嘗試立足之際，發現進攻無可能性，在經歷8個月的僵持後最終撤退，阵亡者包括8,709名澳大利亚軍人及2721名新西兰军人。
縱然澳紐軍團共28,150名軍人在比較上而言，僅屬於參與加里波利戰役的50萬聯軍中的一小部份，惟澳紐軍團經常充當先鋒角色，澳紐軍團以頑強的戰鬥聞名，惟被英軍評價為缺乏紀律。在第一次世界大戰中，紐西蘭10%人民（当时新西兰总人口約一百萬）在海外參與了戰役，紐西蘭是參與該戰爭的所有國家中，按照人口計算最高傷亡率的国家；澳大利亞則為這次戰爭中受伤最多的国家。

## 紀念日之伊始

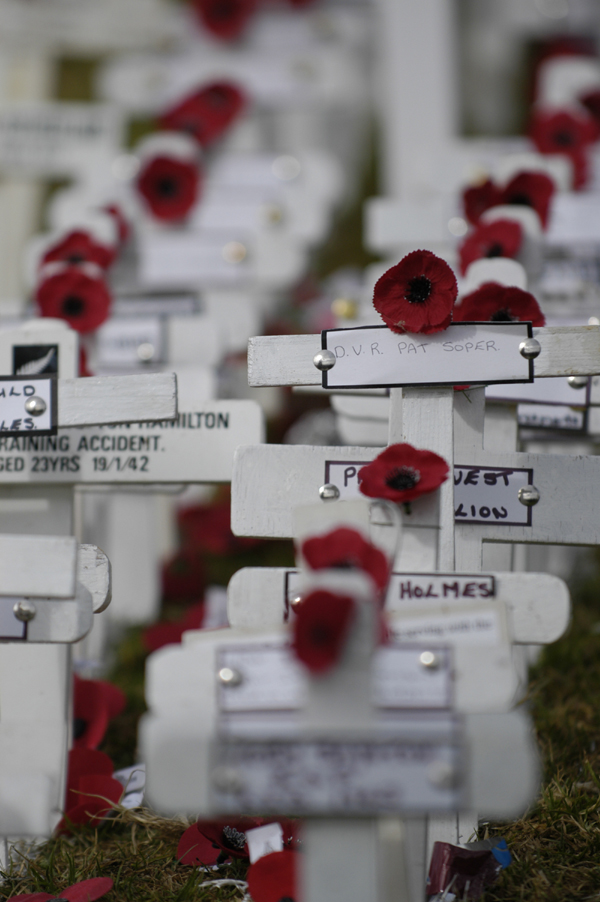
纪念阵亡将士的虞美人花（和罌粟花同屬不同種）和十字架

1915年4月30日，軍隊首次登陆的消息傳到紐西蘭時，政府宣佈休假半日，及在當日舉行宗教儀式。次年，公佈4月25日為公眾假期，並且設有歸國軍人組織的紀念儀式。
1916年起，澳大利亞和紐西蘭的澳紐軍團儀式均於4月25日前後舉行，大部份由返國退伍軍人和學童聯合當地官員舉辦。
1921年經過皇家紐西蘭回歸及服役會（Royal New Zealand Returned and Services' Association）遊說後，澳紐軍團日成為了紐西蘭公眾假期。在澳大利亞，於1921年的全國州長會議中，訂定每年4月25日是澳紐軍團日。

## 退伍軍人
澳大利亞最後一位參與加里波利戰役退伍軍人阿歷·堪寶於2002年5月逝世，享年103歲。

## 澳新军团日在澳大利亚
在澳大利亚的所有州，4月25日这天均为法定假日，从该天黎明开始，全国范围内的战争纪念馆都会举行纪念仪式，同时在各大城市通常会举行游行活动，向为英勇保卫国家的军人们致敬，游行队伍一般以老兵打头阵，然后各军种的现役军人代表、退伍军人后代、军乐队等也都会在队伍之列，沿着城市最主要的道路前进，接受道路旁民众的欢呼和支持。
作为一个全国性的公众假日，所有的普通民众都会得到一天的假期，而对于商店是否可以开门營業，各个州有着不同的规定：
- 新南威爾士州：除了少數特許的商店外，大部分商店在13時之後才允許开始营业。对小型便利店、加油站、药房、花店、咖啡馆、餐馆、酒吧、宠物店等豁免。
- 昆士兰州：和新南威尔士州类似。
- 維多利亞州：和新南威尔士州类似，大部分商店在13時之後才允許开始营业。但本州的豁免名单短得多，大概是加油站、药房、咖啡馆、餐厅等。
- 西澳大利亚州：大部分商店，全天不允許營業，对药房、小型便利店、书报店和加油站等豁免。酒吧和餐厅可以从13時开始营业。
- 南澳大利亞州：大部分商店，全天不允許營業，对小型便利店、加油站、药房豁免。部分特許地区可以从13時开始营业。
- 塔斯馬尼亞州：大部分商店，下午12:30之後允許营业，对小型便利店、加油站、药房豁免。
- 北领地：没有硬性规定是否營業。不过很多小商店选择下午才开店。[6]